# Eduard Engelberger (Politiker, 1940)

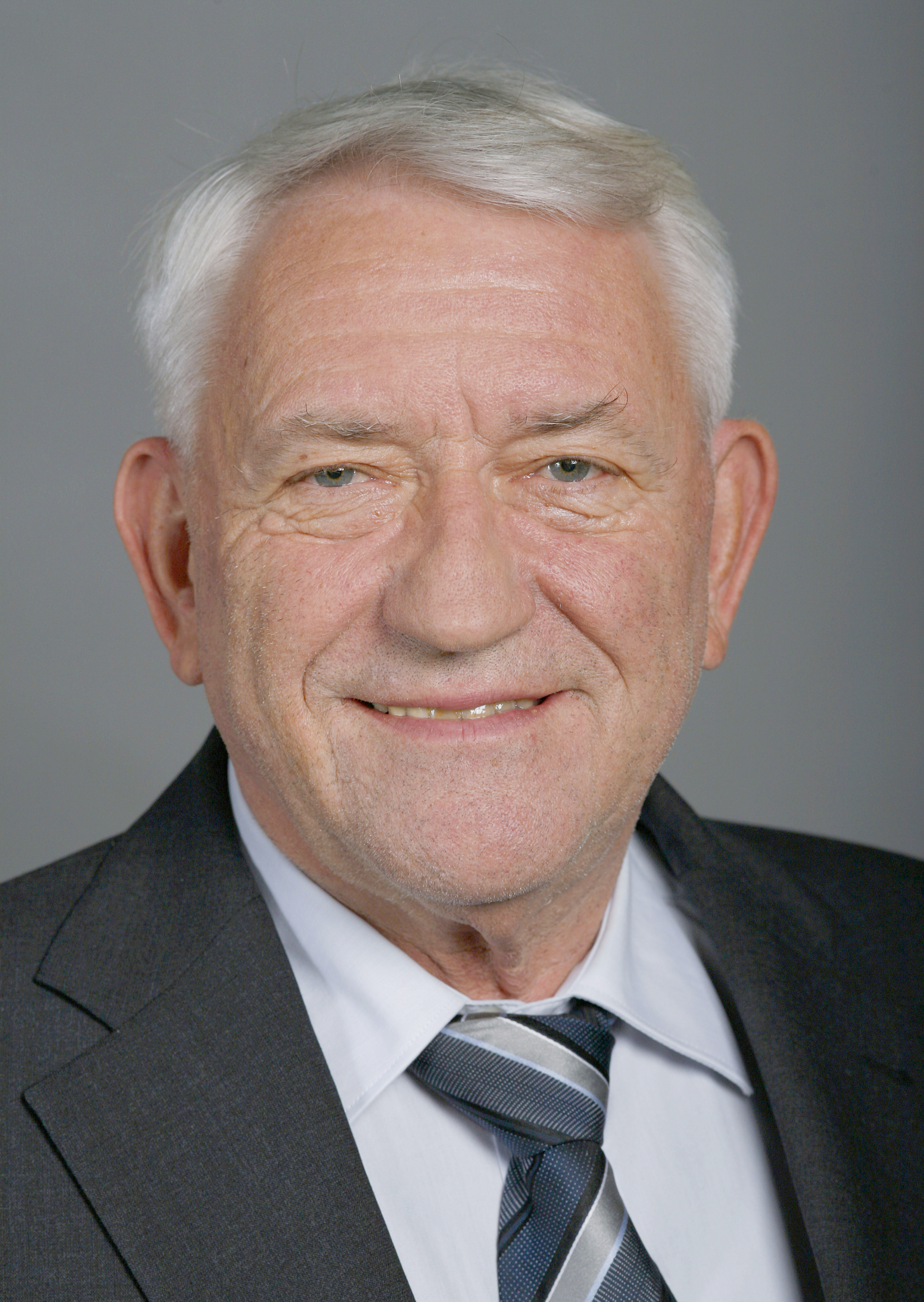
Eduard Engelberger (2007)

Eduard «Edi» Engelberger (* 26. Januar 1940 in Luzern) ist selbständiger Unternehmer und Schweizer Politiker (FDP). Zwischen 1995 und 2011 gehörte er als Mitglied der FDP-Fraktion dem Nationalrat an.

## Politisches
Von April 1972 bis April 1982 war Engelberger Gemeinderat in Stans, wobei er von April 1978 an das Amt des Gemeindepräsidenten bekleidete. Von Mai 1974 bis Juni 1982 gehörte er auch noch dem Landrat (Kantonsparlament) an, wo er 1981 und 1982 das Vizepräsidium innehatte. In den Jahren 1982 bis 1996 gehörte er dem Regierungsrat von Nidwalden an.
Engelberger war von 1992 bis 2000 Präsident des Schweizerischen Skiverbandes (Swiss-Ski). 2004 bis 2010 war er Präsident des Schweizerischen Gewerbeverbandes.

## Privates
Engelberger ist mit Doris Engelberger-Blättler verheiratet und hat drei erwachsene Kinder.